# Złota Malina za najgorszą piosenkę oryginalną
Złota Malina za najgorszą piosenkę oryginalną (ang. Razzie Award for Worst Original Song) – filmowa antynagroda przyznawana piosenkom, wokalistom, muzykom i tekściarzom za najgorszą piosenkę stworzoną na potrzeby filmów mających premierę w roku poprzedzającym ceremonię jej wręczenia. Poniższa lista zawiera nazwiska nagrodzonych, nominowanych wykonawców i autorów oraz filmów, za jakie otrzymali nominacje lub wyróżnienia. 
W latach 1981–1988 kapituła Golden Raspberry Award Foundation nominowała rocznie pięć piosenek, od 1989 po trzy – wyjątek stanowiły lata 1998 i 1999, kiedy ponownie nominowano pięć, oraz 2000, kiedy nominowano i nagrodzono tylko jedną piosenkę. W 2003, po dwuletniej przerwie, Złotą Malinę w tej kategorii przyznano po raz ostatni. 

## Wyróżnieni w poszczególnych latach

### 1980–1989
| Za rok (gala)                                                  | Piosenka                          | Wykonawca                                         | Muzyka                                                                | Słowa                                    | Za film |
| -------------------------------------------------------------- | --------------------------------- | ------------------------------------------------- | --------------------------------------------------------------------- | ---------------------------------------- | ------- |
| 1980 (1.)                                                      |                                   |                                                   |                                                                       |                                          |         |
| „The Man with Bogart's Face”                                   | Armando Compeán                   | George Duning                                     | Andrew Fenady                                                         | Mężczyzna z twarzą Bogarta               |         |
| „(You) Can’t Stop the Music”                                   | Village People                    | Jacques Morali                                    | Jacques Morali                                                        | Can’t Stop the Music                     |         |
| „Where Do You Catch the Bus for Tomorrow?”                     | Kenny Rankin                      | Henry Mancini                                     | Alan i Marilyn Bergmanowie                                            | Zmiana pór roku                          |         |
| „You, Baby, Baby!”                                             | Neil Diamond                      | Neil Diamond                                      | Neil Diamond                                                          | The Jazz Singer                          |         |
| „Suspended in Time”                                            | Olivia Newton-John                | John Farrar                                       | John Farrar                                                           | Xanadu                                   |         |
| 1981 (2.)                                                      |                                   |                                                   |                                                                       |                                          |         |
| „Baby Talk”                                                    | Dave Frishberg                    | David Shire                                       | Dave Frishberg                                                        | Ojcostwo                                 |         |
| „Hearts, Not Diamonds”                                         | Lauren Bacall                     | Marvin Hamlisch                                   | Tim Rice                                                              | Wielbiciel                               |         |
| „You’re Crazy, But I Like You”                                 | Linda Hart i Roger Cook           | Frank Musker i Dominic Bugatti                    | Frank Musker i Dominic Bugatti                                        | Słodko-gorzka autostrada                 |         |
| „The Man in the Mask”                                          | Merle Haggard                     | John Barry                                        | Dean Pitchford                                                        | Legenda o samotnym jeźdźcu               |         |
| „Only When I Laugh”                                            | Brenda Lee                        | David Shire                                       | Richard Maltby Jr.                                                    | Tylko gdy się śmieję                     |         |
| 1982 (3.)                                                      |                                   |                                                   |                                                                       |                                          |         |
| „Pumpin’ and Blowin’”                                          | Kristy McNichol                   | Terry Britten, B.A. Robertson i Sue Shifrin       | Terry Britten, B.A. Robertson i Sue Shifrin                           | Film o piratach                          |         |
| „Comin’ Home to You (is Like Comin’ Home to Milk and Cookies)” | Michael Franks                    | Dave Grusin                                       | Alan i Marilyn Bergmanowie                                            | Autor! Autor!                            |         |
| „It’s Wrong for Me to Love You”                                | Pia Zadora                        | Ennio Morricone                                   | Carol Connors                                                         | Motylek                                  |         |
| „No Sweeter Cheater Than You”                                  | Clint Eastwood                    | Gail Redd i Mitchell Torok                        | Gail Redd i Mitchell Torok                                            | Honkytonk Man                            |         |
| „Happy Endings”                                                | obsada filmu                      | Terry Britten, B.A. Robertson i Sue Shifrin       | Terry Britten, B.A. Robertson i Sue Shifrin                           | Film o piratach                          |         |
| 1983 (4.)                                                      |                                   |                                                   |                                                                       |                                          |         |
| „The Way You Do It”                                            | Oren Waters                       | Jeff Harrington i Jeff Pennig                     | Jeff Harrington i Jeff Pennig                                         | Kobieta samotna                          |         |
| „Lonely Lady”                                                  | Ellis Hall                        | Charles Calello                                   | Roger Voudouris                                                       | Kobieta samotna                          |         |
| „Each Man Kills the Thing He Loves”                            | Jeanne Moreau                     | Peer Raben                                        | Oscar Wilde (słowa zaczerpnięte z Ballady o więzieniu w Reading)      | Querelle                                 |         |
| „Young and Joyful Bandit”                                      | Jeanne Moreau                     | Peer Raben                                        | Jeanne Moreau                                                         | Querelle                                 |         |
| „Yor’s World”                                                  | Guido i Maurizio de Angelisowie   | Guido i Maurizio de Angelisowie                   | Barbara Antonia, Susan Duncan-Smith, Pauline Hanna i Cesare de Natale | Yor, myśliwy z przyszłości               |         |
| 1984 (5.)                                                      |                                   |                                                   |                                                                       |                                          |         |
| „Drinkenstein”                                                 | Sylvester Stallone                | Dolly Parton                                      | Dolly Parton                                                          | Kryształ górski                          |         |
| „Sweet Lovin’ Friends”                                         | Sylvester Stallone i Dolly Parton | Dolly Parton                                      | Dolly Parton                                                          | Kryształ górski                          |         |
| „Smooth Talker”                                                | Lorenzo Lamas                     | David Sembello, Michael Sembello i Mark Hudson    | David Sembello, Michael Sembello i Mark Hudson                        | Taniec ciała                             |         |
| „Love Kills”                                                   | Freddie Mercury                   | Giorgio Moroder i Freddie Bulsara                 | Giorgio Moroder i Freddie Bulsara                                     | Metropolis 1984                          |         |
| „Sex Shooter”                                                  | Apollonia 6                       | Prince                                            | Prince                                                                | Purpurowy deszcz                         |         |
| 1985 (6.)                                                      |                                   |                                                   |                                                                       |                                          |         |
| „Peace in Our Life”                                            | Frank Stallone                    | Frank Stallone, Peter Schless i Jerry Goldsmith   | Frank Stallone                                                        | Rambo II                                 |         |
| „All You Can Eat”                                              | The Fat Boys                      | Kurtis Blow i The Fat Boys                        | Kurtis Blow i The Fat Boys                                            | Krush Groove                             |         |
| „The Last Dragon”                                              | Dwight David                      | Norman Whitfield i Bruce Miller                   | Norman Whitfield i Bruce Miller                                       | Ostatni smok                             |         |
| „7th Heaven”                                                   | Vanity                            | Bill Wolfer i Denise Matthews                     | Bill Wolfer i Denise Matthews                                         | Ostatni smok                             |         |
| „Oh, Jimmy”                                                    | Rebecca de Mornay                 | Sarah M. Taylor                                   | Sarah M. Taylor                                                       | Nie wszystko dla miłości                 |         |
| 1986 (7.)                                                      |                                   |                                                   |                                                                       |                                          |         |
| „Love or Money”                                                | Prince                            | Prince i The Revolution                           | Prince i The Revolution                                               | Zakazana miłość                          |         |
| „Howard the Duck”                                              | Lea Thompson i Dolby’s Cube       | Thomas Dolby, Allee Willis i George Clinton       | Thomas Dolby, Allee Willis i George Clinton                           | Kaczor Howard                            |         |
| „I Do What I Do”                                               | John Taylor                       | Jonathan Elias, Nigel Taylor i Michael des Barres | Jonathan Elias, Nigel Taylor i Michael des Barres                     | 9½ tygodnia                              |         |
| „Shanghai Surprise”                                            | George Harrison                   | George Harrison                                   | George Harrison                                                       | Niespodzianka z Szanghaju                |         |
| „Life in a Looking Glass”                                      | Tony Bennett                      | Henry Mancini                                     | Leslie Bricusse                                                       | Takie jest życie                         |         |
| 1987 (8.)                                                      |                                   |                                                   |                                                                       |                                          |         |
| „I Want Your Sex”                                              | George Michael                    | George Michael                                    | George Michael                                                        | Gliniarz z Beverly Hills II              |         |
| „You Can Be a Garbage Pail Kid”                                | Michael Lloyd                     | Michael Lloyd                                     | Michael Lloyd                                                         | Chłopaki z kubła na śmieci               |         |
| „Million Dollar Mystery”                                       | New Money i James House           | Barry Mann i John Lewis Parker                    | Barry Mann i John Lewis Parker                                        | Mania pieniędzy                          |         |
| „Let’s Go to Heaven in My Car”                                 | Brian Wilson                      | Brian Wilson, Eugene Landy i Gary Usher           | Brian Wilson, Eugene Landy i Gary Usher                               | Akademia Policyjna 4: Patrol obywatelski |         |
| „El Coco Loco (So, So Bad)”                                    | Coati Mundi                       | Andy Hernandez                                    | Andy Hernandez                                                        | Kim jest ta dziewczyna?                  |         |
| 1988 (9.)                                                      |                                   |                                                   |                                                                       |                                          |         |
| „Jack Fresh”                                                   | Full Force                        | Full Force                                        | Full Force                                                            | Golfiarze II                             |         |
| „Skintight”                                                    | Ted Nugent                        | Ted Nugent                                        | Ted Nugent                                                            | Bądź dobry, Johnny                       |         |
| „Therapist”                                                    | Vigil                             | Vigil                                             | Vigil                                                                 | Koszmar z ulicy Wiązów 4: Władca snów    |         |
| 1989 (10.)                                                     |                                   |                                                   |                                                                       |                                          |         |
| „Bring Your Daughter... to the Slaughter”                      | Bruce Dickinson                   | Bruce Dickinson                                   | Bruce Dickinson                                                       | Koszmar z ulicy Wiązów 5: Dziecko snów   |         |
| „Let’s Go”                                                     | Kool Moe Dee                      | Marcus Dewese                                     | Marcus Dewese                                                         | Koszmar z ulicy Wiązów 5: Dziecko snów   |         |
| „Pet Sematary”                                                 | Ramones                           | Dee Dee Ramone i Daniel Rey                       | Dee Dee Ramone i Daniel Rey                                           | Smętarz dla zwierzaków                   |         |

### 1990–1999
| Za rok (gala)                                  | Piosenka                     | Wykonawca                                                                                      | Muzyka                                                                                         | Słowa                            | Za film |
| ---------------------------------------------- | ---------------------------- | ---------------------------------------------------------------------------------------------- | ---------------------------------------------------------------------------------------------- | -------------------------------- | ------- |
| 1990 (11.)                                     |                              |                                                                                                |                                                                                                |                                  |         |
| „He’s Comin’ Back (The Devil)”                 | Chris LeVrar                 | Chris LeVrar                                                                                   | Chris LeVrar                                                                                   | Egzorcysta 2½                    |         |
| „The Measure of a Man”                         | Elton John                   | Alan Menken                                                                                    | Alan Menken                                                                                    | Rocky V                          |         |
| „One More Cheer”                               | Bette Midler                 | Jay Gruska i Paul Gordon                                                                       | Jay Gruska i Paul Gordon                                                                       | Stella                           |         |
| 1991 (12.)                                     |                              |                                                                                                |                                                                                                |                                  |         |
| „Addams Groove”                                | MC Hammer                    | MC Hammer                                                                                      | Felton C. Pilate II                                                                            | Rodzina Addamsów                 |         |
| „Cool as Ice (Everybody Get Loose)”            | Vanilla Ice                  | Vanilla Ice                                                                                    | Gail King i Mónica Cruz                                                                        | Miłość w rytmie rap              |         |
| „Why Was I Born (Freddy’s Dead)”               | Iggy Pop                     | Iggy Pop i Geoff Whitehorn                                                                     | Iggy Pop i Geoff Whitehorn                                                                     | Freddy nie żyje: Koniec koszmaru |         |
| 1992 (13.)                                     |                              |                                                                                                |                                                                                                |                                  |         |
| „High Times, Hard Times”                       | Ann-Margaret i chór          | Alan Menken                                                                                    | Jack Feldman                                                                                   | Gazeciarze                       |         |
| „Queen of the Night”                           | Whitney Houston              | Whitney Houston                                                                                | L.A. Reid, Babyface i Daryl Simmons                                                            | Bodyguard                        |         |
| „Book of Days”                                 | Enya                         | Enya                                                                                           | Roma Ryan                                                                                      | Za horyzontem                    |         |
| 1993 (14.)                                     |                              |                                                                                                |                                                                                                |                                  |         |
| „Addams Family Whoomp!”                        | Tag Team                     | Ralph Sall, Steve Gibson i Cecil Glenn                                                         | Ralph Sall, Steve Gibson i Cecil Glenn                                                         | Rodzina Addamsów II              |         |
| „(You Love Me) in All the Right Places”        | Lisa Stansfield              | John Barry                                                                                     | Lisa Stansfield, Ian Devaney i Andy Morris                                                     | Niemoralna propozycja            |         |
| „Big Gun”                                      | AC/DC                        | Angus i Malcolm Youngowie                                                                      | Angus i Malcolm Youngowie                                                                      | Bohater ostatniej akcji          |         |
| 1994 (15.)                                     |                              |                                                                                                |                                                                                                |                                  |         |
| „Marry the Mole”                               | Carol Channing               | Barry Manilow                                                                                  | Jack Feldman i Bruce Sussman                                                                   | Calineczka                       |         |
| „The Color of the Night”                       | Lauren Christy               | Jud J. Friedman, Lauren Christy i Dominic Frontiere                                            | Jud J. Friedman, Lauren Christy i Dominic Frontiere                                            | Barwy nocy                       |         |
| „Under the Same Sun”                           | Scorpions                    | Mark Hudson, Klaus Meine i Scott Fairbairn                                                     | Mark Hudson, Klaus Meine i Scott Fairbairn                                                     | Na zabójczej ziemi               |         |
| 1995 (16.)                                     |                              |                                                                                                |                                                                                                |                                  |         |
| „Walk Into the Wind”                           | Andrew Carver                | David A. Stewart                                                                               | Terry Hall                                                                                     | Showgirls                        |         |
| „Hold Me, Thrill Me, Kiss Me, Kill Me”         | U2                           | U2                                                                                             | Paul Hewson                                                                                    | Batman Forever                   |         |
| „(Feel the) Spirit of Africa”                  | Lebo M                       | Jerry Goldsmith                                                                                | Lebo M                                                                                         | Kongo                            |         |
| 1996 (17.)                                     |                              |                                                                                                |                                                                                                |                                  |         |
| „(Pussy Pussy Pussy) Whose Kitty Cat Are You?” | Light Crust Doughboys        | Marvin Montgomery                                                                              | Marvin Montgomery                                                                              | Striptease                       |         |
| „Welcome to Planet Boom”                       | Tommy Lee                    | Tommy Lee                                                                                      | Tommy Lee                                                                                      | Żyleta                           |         |
| „Whenever There is Love”                       | Bruce Roberts i Donna Summer | Bruce Roberts i Sam Roman                                                                      | Bruce Roberts i Sam Roman                                                                      | Tunel                            |         |
| 1997 (18.)                                     |                              |                                                                                                |                                                                                                |                                  |         |
| Cała ścieżka dźwiękowa do filmu                |                              | Jeffrey Barr, Glenn Burke, John Coinman, Joe Flood, Blair Forward, Maria Machado i Jono Manson | Jeffrey Barr, Glenn Burke, John Coinman, Joe Flood, Blair Forward, Maria Machado i Jono Manson | Wysłannik przyszłości            |         |
| „The End is the Beginning is the End”          | The Smashing Pumpkins        | Billy Corgan                                                                                   | Billy Corgan                                                                                   | Batman i Robin                   |         |
| „How Do I Live”                                | Trisha Yearwood              | Diane Warren                                                                                   | Diane Warren                                                                                   | Con Air: Lot skazańców           |         |
| „Fire Down Below”                              | Steven Seagal                | Steven Seagal i Mark Collie                                                                    | Steven Seagal i Mark Collie                                                                    | W morzu ognia                    |         |
| „My Dream”                                     | Shaggy                       | Shaggy, Robert Livingston i Dennis Haliburton                                                  | Shaggy, Robert Livingston i Dennis Haliburton                                                  | Speed 2: Wyścig z czasem         |         |
| 1998 (19.)                                     |                              |                                                                                                |                                                                                                |                                  |         |
| „I Wanna Be Mike Ovitz!”                       | Magic Kingdom                | Joe Eszterhas i Gary G-Wiz                                                                     | Joe Eszterhas i Gary G-Wiz                                                                     | Spalić Hollywood                 |         |
| „I Don’t Want to Miss a Thing”                 | Aerosmith                    | Diane Warren                                                                                   | Diane Warren                                                                                   | Armageddon                       |         |
| „Storm”                                        | Grace Jones                  | Bruce Woolley                                                                                  | Chris Elliott, Marius de Vries, Betsy Cook i Andy Caine                                        | Rewolwer i melonik               |         |
| „Barney, the Song”                             | Bernadette Peters            | Jerry Herman                                                                                   | Jerry Herman                                                                                   | Wielka przygoda Barneya          |         |
| „Too Much”                                     | Spice Girls                  | Spice Girls                                                                                    | Andy Watkins i Paul Wilson                                                                     | Spice World                      |         |
| 1999 (20.)                                     |                              |                                                                                                |                                                                                                |                                  |         |
| „Wild Wild West”                               | Will Smith                   | Stevie Wonder, Kool Moe Dee i Will Smith                                                       | Stevie Wonder, Kool Moe Dee i Will Smith                                                       | Bardzo dziki zachód              |         |

### 2002
| Za rok (gala)                     | Piosenka       | Wykonawca                      | Muzyka                         | Słowa                        | Za film |
| --------------------------------- | -------------- | ------------------------------ | ------------------------------ | ---------------------------- | ------- |
| 2002 (23.)                        |                |                                |                                |                              |         |
| „I’m Not a Girl, Not Yet a Woman” | Britney Spears | Max Martin, Rami Yacoub i Dido | Max Martin, Rami Yacoub i Dido | Crossroads: Dogonić marzenia |         |
| „Overprotected”                   | Britney Spears | Max Martin i Rami Yacoub       | Max Martin i Rami Yacoub       | Crossroads: Dogonić marzenia |         |
| „Die Another Day”                 | Madonna        | Madonna i Mirwais Ahmadzaï     | Madonna i Mirwais Ahmadzaï     | Śmierć nadejdzie jutro       |         |

## Rekordziści

### Najczęściej nagradzani
2 wygrane
- Jack Feldman

### Najczęściej nominowani
2 nominacje – muzycy
- John Barry
- Alan Bergman
- Marilyn Bergman
- Terry Britten
- Kool Moe Dee
- Jack Feldman
- Jerry Goldsmith
- Mark Hudson
- Henry Mancini
- Max Martin
- Alan Menken
- Jeanne Moreau
- Dolly Parton
- Prince
- B.A. Robertson
- Sue Shifrin
- David Shire
- Britney Spears
- Sylvester Stallone
- Diane Warren
- Rami Yacoub

2 nominacje – filmy
- Crossroads: Dogonić marzenia
- Film o piratach
- Koszmar z ulicy Wiązów 5: Dziecko snów
- Kobieta samotna
- Kryształ górski
- Ostatni smok
- Querelle

Serie filmowe, które otrzymały największą liczbę nominacji
- Koszmar z ulicy Wiązów (4)
- Batman (2)
- Rodzina Addamsów (2)